# 애비 엘리엇
애비 엘리엇(Abby Elliott, 1987년 6월 16일 ~ )은 미국의 배우, 희극인이다.

## 학력
- 이매큘레이트고등학교
- 메리마운트맨해튼대학